# Поэт-лауреат Южной Африки
Поэт-лауреат Южной Африки (Национальный поэт-лауреат Южной Африки) — литературные награда и звание Южно-Африканской Республики, присуждаемые с 2005 года. Отбор кандидатов и церемония награждения проводятся организацией «Южноафриканские литературные награды» (SALA) по инициативе и под эгидой Министерства искусства и культуры ЮАР.
Возникшая как один из символов новой реальности после апартеида, награда присуждается прежде всего чернокожим гражданам ЮАР. Другой особенностью награды является её прижизненная эксклюзивность: новый лауреат выбирается лишь после смерти предыдущего.

## Лауреаты
- Мазиси Кунене[англ.] (1930—2006), церемония 2005 года
- Кеорапетсе Кгоситсиле (1938—2018), церемония 2006 года
- Монгане Сероте (1944), церемония 2018 года